# Juiz

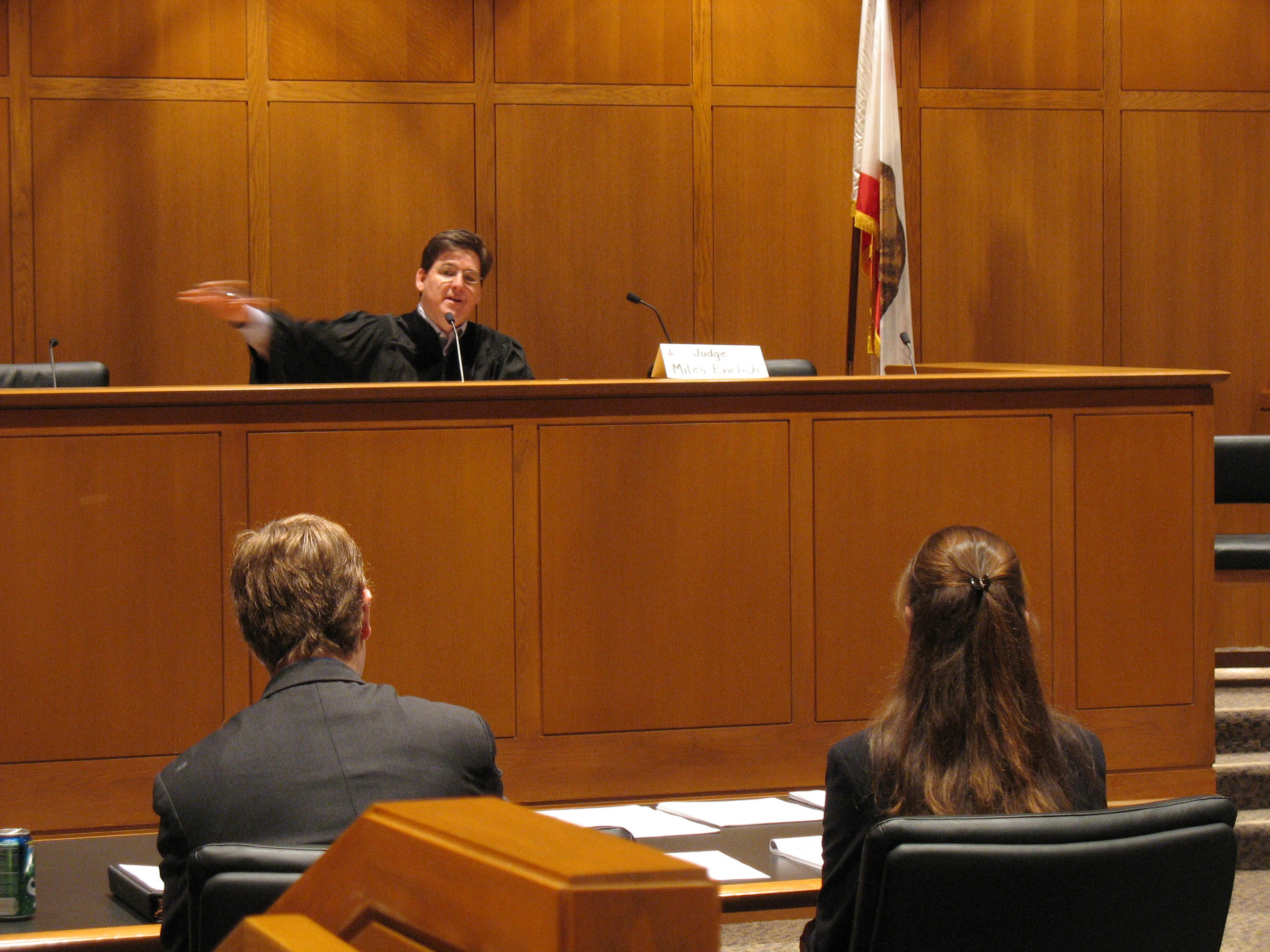
Um juiz no tribunal

O juiz (do latim iudex, "juiz", "aquele que julga", de ius, "direito" / "lei", e dicere, "dizer") é um cidadão investido de autoridade pública com o poder-dever para exercer a atividade jurisdicional, julgando, em regra, os conflitos de interesse que são submetidas à sua apreciação. Vale ressaltar que nem sempre há conflito de interesses (pretensão resistida) a ser apreciada, como é o caso de homologação de acordo, ação de oferecimento de alimentos, ação de divórcio consensual , sendo a autoridade máxima dentro do tribunal.
O juiz é, em diversos países, membro do Poder Judiciário, de um modo geral, e, na qualidade de administrador da justiça do Estado, é responsável por declarar e ordenar o que for necessário para julgar procedente ou não a pretensão da parte, a quem entende fazer jus ao direito pleiteado.
No Brasil, o dia do juiz é comemorado em 11 de agosto, mesmo dia em que se comemora o dia do advogado. Existem datas específicas para juiz de menores (3 de janeiro) e para juiz do trabalho (26 de abril).

## História
A figura institucionalizada do juiz tem relação com o nascimento das civilizações: uma vez que conflitos surgem naturalmente, a ideia de um terceiro, tido como neutro, é essencial para constituir uma visão livre de parcialidade. Os senadores em Roma, por exemplo, eram um grupo dedicado exclusivamente ao julgamento de questões, exercendo a função de magistrado na Grécia e Roma antigas.
A imagem foi construída aos poucos, e inicialmente, o juiz era percebido como um representante do divino, ou seja, sua decisão simbolizava a postura de um ser superior que via os casos de maneira neutra. O conceito evoluiu concomitantemente com a sociedade, de modo que o pensamento iluminista e o legado da Revolução Francesa contribuíram para uma mudança de paradigma: ao colocar o cidadão no centro, o juiz, que era parte da classe privilegiada (o Segundo Estado na Revolução Francesa), passa a ser um cidadão eleito por sua capacidade e aptidão para julgar casos imparcialmente.
A evolução do conceito, com o passar dos anos, mostra um ponto inicial de necessidade de um terceiro neutro, para uma figura mística, que posteriormente ganha uma posição privilegiada na sociedade, e que por fim, representa um cidadão com habilidades específicas. Esse processo foi fundamental para entendermos o juiz atualmente, como um cidadão dotado de habilidades selecionadas por meio de requisitos e critérios e não mais um ser místico ou privilegiado.

## Requisitos para sua atuação
(a) Jurisdicionalidade: Isto é, devem estar (os juízes) investidos do poder de jurisdição; (b) Competência: Ou seja, devem estar dentro da faixa de atribuições, que, por lei, se-lhes assegura; (c) Imparcialidade ou alheabilidade: ou seja, devem ficar na posição de terceiro em relação às partes interessadas, podendo, no entanto, requerer a produção de provas; (d) Independência: Isto é, com subordinação jurídica apenas aos tribunais superiores, ao Legislativo (relativa, em razão do advento das súmulas vinculantes) ou ao Executivo, vinculando-se exclusivamente ao ordenamento jurídico; (e) Processualidade: Devem obedecer à ordem processual instituída por lei, a fim de evitar a arbitrariedade, o tumulto, a inconsequência e a contradição desordenada.(f) Autoridade de suas decisões, a fim de que tanto o poder público como os cidadãos observem o Estado de Direito, cuja definição emana das decisões do juiz.

## Atividades
Existem ainda divergências com relação ao papel do juiz, que além de ser considerado como administrador da justiça , também pode ter uma função proativa, como um colaborador do Poder Legislativo. Sua atividade interpretativa também pode ser criativa, de modo que ao interpretar um caso, o magistrado aplicaria e criaria um direito novo, praticamente legislando.
A principal divergência entre as posições com relação ao papel do juiz está nos seus limites e alcance: de um lado um grupo acredita que seu papel deve se restringir à interpretação e aplicação da lei, procurando analisá-la de acordo com seu contexto mais amplo; por outro lado, um outro grupo entende que ao realizar esta atividade interpretativa, abre-se um espaço de discricionariedade para o juiz, que poderá ter maior liberdade em alguns lugares. O debate também se estende na questão da justiça, e se o juiz está obrigado a decidir de uma maneira "justa" ou de acordo com a lei estritamente, ou seja, qual o seu limite de discricionariedade para atuar como administrador da justiça.

## Controvérsias
Os doutrinadores, ademais de divergirem acerca da atividade jurisdicional e suas funções, também discutem acerca do chamado ativismo judicial. A Teoria da separação dos poderes confere funções distintas para cada uma das esferas:
- Executivo, poder que deve executar e colocar as leis em prática.
- Legislativo, poder que cria as leis.
- Judiciário, responsável por julgar a aplicação da lei.

Dentro do Poder Judiciário, o chamado controle de constitucionalidade é motivo de discordância a respeito dos limites do Poder Judiciário. Encontrando distintas teorias advindas de Habermas e Dworkin, por exemplo. Esta prerrogativa constitucional dos juízes pode ser entendida como uma inferência no Poder Legislativo, como se os juízes estivessem "legislando". Ao decidir pela constitucionalidade ou inconstitucionalidade de uma lei, os juízes poderiam estar fazendo a mesma coisa que os legisladores: colocando e retirando leis do ordenamento jurídico. A partir da discussão das atividades do juiz, pode-se questionar se o chamado poder discricionário, como inferência na separação de poderes, invadindo a esfera legislativa.

## Em Portugal
Em 1991, dos 1028 juízes existentes em Portugal, 181 eram mulheres. Em 2019, dos 1.734 juizes, 1071 são mulheres.